# John Edward Erickson
John Edward Erickson (Stoughton, 1863. március 14. – Helena, 1946. május 25.) az Amerikai Egyesült Államok szenátora (Montana, 1933–1934).